# 22.º Prêmios Annie
O 22.º Prêmios Annie foi concedido pela International Animated Film Association para homenagear realizações notáveis em animação em 1993–1994. O Rei Leão ganhou o maior número de prêmios com três, incluindo Melhor longa-metragem. O Estranho Mundo de Jack seguiu com dois. Os Simpsons ganhou seu terceiro prêmio consecutivo de Melhor animação para televisão.

## Vencedores e indicados

### Categorias de produção
Indica o ganhador dentro de cada categoria.
| Melhor longa-metragem O Rei Leão da Walt Disney Pictures - Batman - A Máscara do Fantasma da Warner Bros. Animation - O Estranho Mundo de Jack da Skellington/Touchstone | Melhor animação para televisão Os Simpsons da Fox, Gracie Films, Film Roman - Animaniacs da Warner Bros. Television Animation - Batman - A Máscara do Fantasma da Warner Bros. Animation - The Critic da Gracie Films, Film Roman - The Ren & Stimpy Show da Nickelodeon |
| Melhor produção animada de entretenimento doméstico Animated Legend de Winsor McCay, Lumivision - A lenda do Demônio da Anime 18 - The Lost World da Lumivision - Mickey Mouse: The Black & White Years, Volume 1 da Walt Disney Home Video - The Return of Jafar da Walt Disney Home Video | Melhor comercial animado para televisão Sax Man – Duck Soup Productions - Frequência Cardíaca – Kurtz e Amigos - Na Bolsa – Will Vinton Studios - Tango – R/Greenberg |
| Melhor CD-Rom animado Rebel Assault da LucasArts Entertainment Co. - The Flintstones/Jetsons Timewarp da R/GA Interactive - The Residents Freak Show da The Cryptic Corporation - Sam & Max Hit The Road da LucasArts Entertainment Co.                                                     | |

### Prêmios individuais
| Melhor Realização em Supervisão Criativa Henry Selick (diretor) de O Estranho Mundo de Jack - Mark Gustafson (diretor) de Sr. Resistor - Bob Camp (diretor de criação) de The Ren & Stimpy Show - Bruce Timm e Eric Radomski (produtores) de Batman: The Animated Series - David Silverman (produtor) de Os Simpsons                 | Destaque em design de produção Deane Taylor (diretor de arte) de O Estranho Mundo de Jack - Mark Henn (animador supervisor do Simba jovem) de O Rei Leão - Scott F. Johnston (supervisor artístico – computação gráfica) de O Rei Leão - Andy Gaskill (diretor de arte) de O Rei Leão - Paul Rudish (diretor de arte) de Super Secret Squirrel |
| Destaque em roteiro Brenda Chapman (chefe da história) de O Rei Leão - Paul Dini (escritor/editor de histórias) de Batman: The Animated Series - David Feiss (artista de histórias) de A Flintstone Family Christmas - Gary Graham (artista da história) de Mighty Max - Iwao Takamoto (artista da história) de Hollyrock-a-Bye Baby | Destaque por dublagem de longa-metragem Jeremy Irons como Scar de O Rei Leão - Gregg Berger como Cornfed Pig de Duckman - Mark Hamill como Joker de Batman: The Animated Series - Frank Welker como vários personagens de Animaniacs - Billy West como Stimpy de The Ren & Stimpy Show                                                         |

### Múltiplas indicações e/ou vitórias
- Animaniacs — 2 indicações
- Batman: The Animated Series — 4 indicações
- O Estranho Mundo de Jack — 3 indicações e 2 vitórias
- O Rei Leão — 6 indicações e 3 vitórias
- Os Simpsons — 2 indicações
- The Ren & Stimpy Show — 3 indicações

## Prêmios do Júri
Prêmio Winsor McCay
Reconhecimento por contribuições de carreira para a arte da animação
- Jean Vander Pyl

- Ed Benedict

- Arthur Davis

Certificado de Reconhecimento de Mérito
pelo serviço à arte, artesanato e indústria da animação
- Chris Craig
- Mike Gribble e Craig "Spike" Decker
- Milton Knight
- Rua Rita
- Kathy Richardson
- Bryan Mon